# Spleen United
Spleen United er et dansk electropop-band dannet i 2005. Bandet består af Bjarke Niemann (synthesizer og vokal), Kasper Nørlund (synthesizer og vokal), Rune Wehner (synthesizer), Gaute Niemann (bas og guitar) og trommeslager Jens Kinch. Gaute Niemann forlod oprindeligt bandet i 2010, mens Jens Kinch forlod bandet i 2008. I 2019 vendte de imidlertid tilbage i forbindelse med bandets gendannelse. Bandmedlemmerne har rødder i Jelling, men har i en årrække boet i Århus. I 2007 flyttede bandet til København.
Gruppen fik sin debut i september 2005 med albummet Godspeed Into The Mainstream, som indtil videre har solgt over 20.000 eksemplarer. Debuten indeholdt bl.a. singlerne "Heroin Unltd", "In Peak Fitness Condition" og "Spleen United".
I slutningen af 2007 udgav bandet singleforløberen "My Tribe", og albummet Neanderthal blev udgivet den 21. januar 2008 og gik direkte ind som nummer et på salgslisten. Pladen er produceret af den amerikanske producer Michael Patterson, som bl.a. tidligere har arbejdet for Beck, Black Rebel Motorcycle Club med flere. Anden singlen "Suburbia" blev et stort hit og var i 2008 den mest spillede sang på DRs P3. Efter udgivelsen fulgte en massiv danmarksturné, der bl.a. inkluderede Roskilde Festival 2008 og Grøn Koncert.
Fredag den 6. juni 2012 spillede Spleen United live på Arena på Roskilde Festival. Nattefesten fik en flot modtagelse af både publikum og anmeldere.
Spleen United erklærede ved en anmelderrost koncert på Northside Festivalen i Aarhus den 14. juni 2013, at de holder pause på ubestemt tid. I 2016 udtalte Bjarke Niemann at bandet var opløst, men den 30. april 2019 offentliggjorde bandet deres gendannelse og en koncert på Roskilde Festival. Spleen United består nu igen af den originale besætning, som udover Bjarke Niemann, Kasper Nørlund og Rune Wehner består af Gaute Niemann og Jens Kinch.

## Diskografi

### Studiealbum
| År   | Album                        | Højeste placering | Certificering |
| År   | Album                        | DAN               | Certificering |
| ---- | ---------------------------- | ----------------- | ------------- |
| 2005 | Godspeed into the Mainstream | 12                | - Guld        |
| 2008 | Neanderthal                  | 1                 | - Guld        |
| 2012 | School of Euphoria           | 6                 |               |
| 2024 | The Blur of Zebras           |                   |               |

### Singler
- "Heroin UNLTD." (2005)
- "In Peak Fitness Condition" (2005)
- "Spleen UTD." (2006)
- "My Tribe" (2007)
- "Suburbia" (2008)
- "Failure 1977" (2008)
- "66" (2008)
- "Sunset to Sunset" (2010)
- "Days of Thunder" (2011)
- "Misery" (featuring Gitte Nielsen) (2012)
- "Euphoria" (featuring Sharin Foo) (2012)

## Priser
- GAFFA-Prisen 2012 (Årets danske elektroniske udgivelse)
- Danish Music Awards 2012 (Årets danske rock udgivelse)